# Parnoy-en-Bassigny
Parnoy-en-Bassigny là một xã thuộc tỉnh Haute-Marne trong vùng Grand Est đông bắc nước Pháp. Xã này nằm ở khu vực có độ cao trung bình 400 mét trên mực nước biển.